# Can Quadres (Arbúcies)
Can Quadres és una masia d'Arbúcies (Selva) inclosa a l'Inventari del Patrimoni Arquitectònic de Catalunya.

## Descripció
Can Quadres és un casal format per dues edificacions annexes, la casa principal i la masoveria, col·locades perpendicularment formant un pati clos. L'edifici principal conserva el portal d'arc de mig punt adovellat, però fou completament reformada al 1886. La casa és de tres plantes i vessants a laterals, amb cornisa esglaonada. Les obertures són rectangulars i senzilles amb llinda monolítica, algunes de les quals presenten arc conopial evolucionat.
A l'interior es conserva l'estructura, amb una sala central que fa de repartidor i on hi ha l'escala que puja als pisos superiors. El paviment és de peces de tova a la planta baixa i el sostre amb bigues de fusta.
El pati es troba enllossat i al seu volt hi ha els estables pel bestiar i altres dependències agropecuàries, que actualment no s'utilitzen com a tals, sinó com a magatzems.
La casa té dues grans entrades protegides per un mur amb grans portes de ferro.

## Història
S'esmenta per primera vegada un tal Simó de Quadres en el capbreu dels castelldosrius de 1313. Al 1343 apareix Bernat de Quadres, fill de Simeó de Quadres com a home propi i soliu de la Rectoria d'Arbúcies. Ens apareix en el fogatge de la Batllia de n'Orri de 1515. Pocs anys després el trobem en el Manual de la casa Regàs, al 1577, en el pagament i establiment d'uns censos.
Documentat en el Cadastre de 1743 i de 1800, i seguidament en el llistat de les cases de pagès del rector de la parròquia del 1826.
També es documenta en el mapa de Juli Serra de 1890.
Al 1797 s'esmenta a Josep Quadres, el qual obté llicència per a construir una farga en terrenys de la seva propietat. La Farga però es va situar en l'edifici de l'antic molí de can Quadres, avui la torneria Casadesús, a l'altre costat de la riera.
En el padró d'habitants de l'any 1883 apareix habitada per una família de 6 membres. L'any 1940 hi consten dues famílies, la dels amos amb sis persones i la dels masovers amb dues.
En l'amillarament de 1935 Joan Riera Sauqué declara una finca amb el nom de can Quadres o Torrent del Minyó que limita a orient amb terres del mateix comprador, a migdia i ponent amb terrenys de Marai Domènec Vilà i a nord amb terrenys de Pere Xamaní Puigdollers, Ramon Coll i Josep Basas.
Can Quadres a inici del segle XX fou comprada per la família Homs, propietaris encara avui.